# Mycotrupes retusus
Mycotrupes retusus är en skalbaggsart som beskrevs av John Lawrence LeConte 1866. Mycotrupes retusus ingår i släktet Mycotrupes och familjen tordyvlar. Inga underarter finns listade i Catalogue of Life.